# (35469) 1998 ED3
1998 إي دي 3 (ويعرف أيضًا باسم (35469) 1998 إي دي 3 وفق تسمية الكوكب الصغير) (بالإنجليزية: 1998 ED3)‏ هو كويكب ضمن حزام الكويكبات؛ وترتيبه 35469 من حيث الاكتشاف.
اكتُشف هذا الجُرم الفلكي بواسطة Paul G. Comba ‏ في 2 مارس 1998.

## وصلات خارجية
- (35469) 1998 ED3 في قاعدة بيانات مختبر الدفع النفاث لأجرام النظام الشمسي الصغيرة

- الاكتشاف · مخطط المدار ·  العناصر المدارية · المعلمات المادية

- (35469) 1998 ED3 على موقع ويكي سكاي: DSS2, SDSS, GALEX, IRAS, Hydrogen α, X-Ray, Astrophoto, Sky Map, Articles and images